# Boerde
De boerde is een in de 14e eeuw en het begin van de 15e eeuw in het Middelnederlands voorkomende vertelvorm, gebracht door rondreizende (of vast gevestigde) sprooksprekers. Boerden worden gezien als een subtype van de sproke en ze hebben dezelfde vorm, een korte, gemiddeld 175 regels, paarsgewijs rijmende vertelling, maar in tegenstelling tot de sproke hebben ze een komisch-erotische inhoud. De boerden zijn de Middelnederlandse versie van de Franse fabliaux en van de Duitse Schwankmären.  van de grote sprookspreker Willem van Hildegaersberch zijn er twee boerden overgeleverd. De boerden werden waarschijnlijk, evenals de sproken, voorgedragen voor een breed publiek; dus evengoed aan het grafelijke hof als in de kroeg in de stad.
De naam is waarschijnlijk afgeleid van het Oudfranse bourde dat scherts, klucht, schijnvertoning betekende. De term werd in de middeleeuwen wel anders gebruikt, toen was een boerde een komisch verhaal, maar dat kon een toneelstukje zijn, een lied, een voordracht of een al of niet berijmde tekst zijn, maar het essentiële was het komische element.
Er zijn ons, uit de veertiende eeuw, een vijftiental teksten overgeleverd. Lodder somt er zeventien op in zijn studie. De vroegste komen uit een Brussels handschrift dat er drie bevat, waarin telkens erotiek het onderwerp is. Ook in het Handschrift-Van Hulthem zijn acht boerden opgenomen, die in het handschrift als zodanig worden genoemd.

## Etymologie
Het woord boerde is in het Middelnederlands geattesteerd tussen 1265 en 1270. Het gaat terug op een Oudfrans woord dat een kleine eeuw ouder is: bourde ‘spel, grap, fopperij, leugen’. Daarvan is de verdere herkomst onzeker; mogelijk is deze verbonden met de Latijnse werkwoordsvorm burdit ‘hij maakt geluid om de aandacht te trekken’.
In de 21e eeuw wordt de afgeleide vorm boertig ‘grof komisch’ nog gebruikt.